# Diego de Alvarado Huanitzin
Diego de Alvarado Huanitzin fue un noble nahua del siglo XVI, nieto de Axayácatl y sobrino de Moctezuma Xocoyotzin. En un principio fue tlatoani de Ecatepec antes de convertirse en tlatoani de Tenochtitlan, así como su primer gobernador durante el Virreinato.
Había sido designado gobernador (tlatoani) de Ecatepec por Moctezuma en el año 2 Tecpatl después de la muerte del extlatoani Chimalpilli II. 
Después de la caída de Tenochtitlan, fue uno de los cinco señores aztecas cautivos por Cortés, junto con Cuauhtémoc, Tlacotzin, Oquiztzin y Motelchiuh, que fueron torturados mediante la quema de sus pies para que revelaran en donde se encontraba el tesoro azteca.
Huanitzin fue bautizado con el nombre cristiano de Diego, y recibió el apellido de Alvarado por su padrino de bautismo.
Cortés llevó a Huanitzin junto con muchos otros gobernantes indígenas en su viaje a Honduras. Él se salvó de la ejecución cuando Cuauhtémoc fue ahorcado por Cortés junto con Tetlepanquetzaltzin, tlatoani de Tlacopan y don Pedro Cohuanacochtzin. Tras el regreso de Cortés, Huanitzin fue liberado y regresó como Tlatoani de Ecatepec, donde gobernó 14 años.
Como nieto de un extlatoani, en el año 7 Tochtli (1538), fue elegido como primer gobernador de Tenochtitlan por don Antonio de Mendoza, primer virrey de Nueva España. Tenochtitlan había estado sin mandatario oficial durante casi un año.
Don Diego de Alvarado Huanitzin murió en 1541. Entre sus hijos estaban Juana de Alvarado, quien se casó con Huehue Totoquihuaztli, gobernante de Tlacopan; don Cristóbal de Guzmán Cecetzin, que más tarde se convirtió en gobernador de Tenochtitlan; don Hernando de Alvarado Tezozomoc, un intérprete conocido hoy por la Crónica Mexicayotl; y doña Isabel, que se casó con Antonio Valeriano, quien también se convertiría en gobernador de Tenochtitlan.

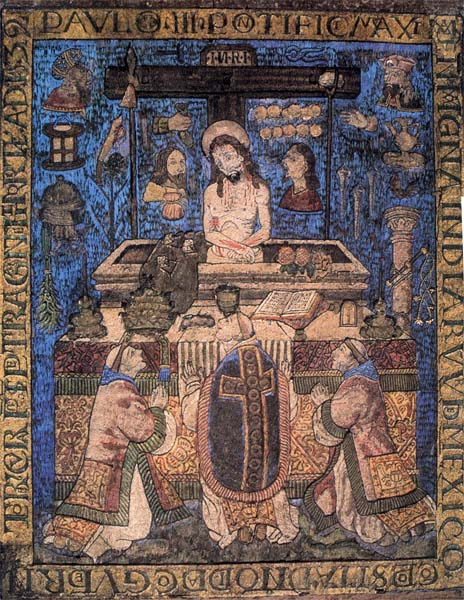
Posiblemente obra de Huanitzin.

## Misa de San Gregorio
Huanitzin pudo haber sido el autor de una representación en plumas de la Misa de San Gregorio copiada de un grabado holandés, que fue ofrecida al papa Paulo III. Con fecha de 1539, es la obra de arte más antigua datada de Nueva España.